# Lev Vygotsky
Lev Semionovitch Vigotski (em russo:  Лев Семёнович Выготский, transliteração: Lev Semyonovich Vygotskij, sendo o sobrenome também transliterado como Vigotski, Vygotski ou Vygotsky; Orsha, 17 de novembro de 1896 — Moscou, 11 de junho de 1934), foi um psicólogo, proponente da Psicologia histórico-cultural.
Pensador importante em sua área e época, foi pioneiro no conceito de que o desenvolvimento intelectual das crianças ocorre em função das interações sociais e condições de vida. Veio a ser descoberto pelos meios acadêmicos ocidentais muitos anos após a sua morte, que ocorreu em 1934, por tuberculose, aos 37 anos.
Suas principais influências eram Baruch Spinoza, Wilhelm von Humboldt, Aleksandr Potebnia, Alfred Adler, Kurt Koffka, Kurt Lewin, Max Wertheimer, Wolfgang Köhler, Kurt Goldstein, Karl Marx e Jean Piaget. Pessoas que foram influenciadas por Vigotski foram os participantes do Círculo Vygotsky, além de Evald Ilienkov e Urie Bronfenbrenner.

## Biografia

Algumas áreas do cérebro humano envolvidas no processamento da linguagem: Área de Broca (Azul), Área de Wernicke (Verde), Giro supramarginal (Amarelo), Giro angular (Laranja), Córtex auditivo primário (Rosa).

Filho de uma próspera família judia, formou-se em Direito pela Universidade de Moscou em 1918. Durante o seu período acadêmico estudou simultaneamente Literatura e História na Universidade Popular de Shanyavskii.
No ano de seu bacharelado em Direito (1918), retornou para Gomel, onde antes lecionava.  Seis anos mais tarde, em 1924, aos 28 anos de idade, desposou Roza Smekhova, com quem teve duas filhas. Ainda em Gomel, ministrou um curso de Psicologia no "Instituto de Treinamento de Professores" onde implantou um laboratório de Psicologia. Sua formação em psicanálise foi omitida por conta das perseguições de Stalin, que considerava as teorias de Sigmund Freud (1856-1939) uma ideologia burguesa. Ainda em 1918 ele fundou uma editora e publicou uma revista literária.
Apesar de sua formação em Direito, destacou-se em sua época por suas críticas literárias e análises do significado histórico e psicológico das obras de Arte, trabalhos que posteriormente foram incorporados no livro "Psicologia da Arte", escrito entre 1924 e 1926, incluindo naturalmente a tese de doutorado sobre Psicologia da Arte, que defendeu em 1925. O seu interesse pela Psicologia levou-o a uma leitura crítica de toda produção teórica de sua época, nomeadamente as teorias da "Gestalt", da Psicanálise e o "Behaviorismo", além das ideias iniciais do epistemólogo e psicólogo suíço Jean Piaget. As obras desses autores são citadas e comentadas em seus diversos trabalhos, tendo escrito prefácios para algumas das suas traduções ao idioma russo.
Tendo vivido a Revolução Russa de 1917, bem como estudado as obras de Karl Marx e Friedrich Engels, a partir das proposições teóricas do materialismo histórico propôs a reorganização da Psicologia, antevendo a tendência de unificação das Ciências Humanas no que denominou como "psicologia cultural-histórica".
Entre os seus trabalhos de campo incluem-se: às populações camponesas isoladas de seu país, fazendo testes neuropsicológicos entre as aldeias nômades do Uzbequistão e do Quirguistão (Ásia Central), antes e depois do realinhamento cultural e socioeconômico da revolução socialista, que incluía alfabetização, cursos rápidos de novas tecnologias, organização de brigadas, fazendas coletivas e outros, como descreve Alexander Luria em seu ensaio sobre diferenças culturais e o pensamento.
A experiência vivida na formação de professores levou-o ao estudo dos distúrbios de aprendizagem e de linguagem, das diversas formas de  deficiências  congênitas e adquiridas, a exemplo da afasia. Complementando a sua formação para estudo da etiologia de tais distúrbios, graduou-se em Medicina retomando o curso iniciado e substituído por Direito em Moscou e retomado e concluído em Kharkov.  O seu interesse em Medicina estava associado à manutenção do grupo de pesquisa (troika) de neuropsicologia com Alexander Luria e Alexei Nikolaievich Leontiev. As suas principais contribuições à defectologia estão reunidas no livro "Psicologia Pedagógica".
Graças a uma conferência proferida no "II Congresso de Psicologia" em Lenigrado, foi convidado a trabalhar no Instituto de Psicologia de Moscou.  Seu interesse simultâneo pelas funções mentais superiores, cultura, linguagem e processos orgânicos cerebrais pesquisados por neurofisiologistas russos com quem conviveu, especialmente Luria e Leotiev, em diversas contribuições no "Instituto de Deficiências de Moscou", na direção do departamento de Educação (especial) do Narkompros, entre outros institutos, além das publicações sobre o tema, encontram-se reunidos em "A Formação Social da Mente", onde aborda os problemas da gênese dos processos psicológicos tipicamente humanos, analisando-os desde a infância à luz do seu contexto histórico-cultural.
Após sua morte, suas ideias foram repudiadas pelo governo soviético. No entanto, seus alunos as preservaram para a posteridade.

## A influência socialista e irrupção da sua proposição teórica
Vygotsky é o grande fundador da escola soviética de psicologia histórico-cultural. Era necessária, na época, a construção de uma ponte que ligasse a psicologia "natural", mais quantitativa, à psicologia "mental", mais subjetiva. Retornou a Moscou em 1924, envolvido em vários projetos.
Apesar da vida curta, foi autor de uma obra muito importante, junto com Alexander Luria e Alexei Leontiev – responsáveis pela disseminação dos textos de Vygotsky, muitos deles destruídos com a ascensão de Stálin ao Kremlin. Devido à censura soviética, seus trabalhos ganharam dimensão há pouco tempo, inclusive dentro da Rússia. No Ocidente, a primeira tradução de um livro seu, Pensamento e Linguagem, foi lançada em 1962 nos Estados Unidos.
Os seus primeiros estudos foram voltados para a psicologia da arte. Extremamente culto, tinha entre seus amigos o grande cineasta Sergei Eisenstein, admirador de seu trabalho. Suas proposições para análise da obra de arte fazem um contraponto com a teoria psicanalítica e estudos da mitologia (fábulas), linguística e poética dos formalistas russos (1915-1920), sendo considerado pioneiro no que se refere ao moderno estudo da arte literária. É possível que as restrições à suas obras, pelo governo stalinista estejam associadas à censura da psicanálise naquele país, a exemplo da perseguição e fechamento, em 1926, da clínica psicanalítica para crianças de Sabina Spielrein (1885-1942), uma psicanalista formada por C. G. Jung.
Para Rego, a proibição da edição das suas obras na União Soviética, entre 1936 e 1956, iniciou-se com a identificação deste como idealista, a partir das suas críticas à utilização das teorias de Pavlov quanto às potencialidades de condicionamento ambiental. Vygotskiy, apesar de concordar com a ideia da plasticidade do homem face a cultura, argumentava com a cúpula do regime estalinista sobre a capacidade humana de criar seu ambiente dando origem a novas formas de consciência e (ou) organização. Somente com o fim da censura do totalitário regime stalinista que começou a ser redescoberto iniciando-se pela publicação de seu clássico Pensamento e linguagem.
O contexto em que viveu Vygotsky ajuda a explicar o rumo que seu trabalho iria tomar. As suas ideias foram desenvolvidas na União Soviética criada pela Revolução Russa de 1917 e refletem o desejo de reescrever a psicologia, com base no materialismo marxista. O projeto ambicioso e a constante ameaça da morte (a tuberculose manifestou-se desde os 19 anos de idade e foi responsável por sua morte prematura) deram ao seu trabalho, abrangente e profundo caráter de urgência.
Hoje sabemos quanto foi fundamental para o desenvolvimento da psicologia, em especial na União Soviética, o diálogo que esse pensador estabeleceu com a teoria marxista da sociedade. As concepções de Friedrich Engels sobre o trabalho humano e uso de instrumentos como os meios pelos quais o homem transforma a natureza, transformando a si mesmo numa perspectiva da evolução das espécies. Somada às contribuições de Karl Marx sobre as influências das mudanças históricas da sociedade e da vida material na consciência e comportamento humano que são retomados e utilizados na compreensão de um dos principais problemas propostos por Wilhelm Wundt (1832-1920) para a psicologia: o estudo da consciência incluindo a percepção de estímulos e os comportamentos complexos descritos na sua Psicologia dos povos (Volkerpsychologie).
É a partir do conceito marxista de ideologia que faz uma de suas principais críticas às proposições de Wundt para o estudo da linguagem, mitologia, arte, religião, costumes e leis, que para ele é o estudo da ideologia e não do psiquismo social – ou capacidade de vida social do ser humano, esse animal político (zoon politicon) da proposição aristotélica citada por Marx. Para Vygostky, porém, não se pode reduzir esse estudo à gênese das ideologias a partir da economia política (o que foi entendido como críticas ao marxismo) nem propor uma oposição entre o social e individual, como se fazia para diferenciar a psicologia das demais ciências sociais. A psique é sempre efetivamente social e efetivamente construída. A oposição social × individual deve ser substituída por individual e coletiva, entendendo por coletivo as contribuições do indivíduo à coletividade (histórica, cultural, institucional), como pode ser visto na história da arte, o seu caráter intersubjetivo (interpessoal), entendendo a psicologia social como psicologia diferencial, cuja meta é identificar as diferenças individuais em indivíduos particulares, concordando com  Biékhtieriev quanto a reflexologia do indivíduo particular e a reflexologia coletiva, onde obtêm-se os produtos sociais da atividade correlata de tais indivíduos.
Tais proposições e problemas foram desenvolvidos a partir de proposta metodológica própria e aplicações práticas, na análise interpretação das obras de arte e na educação e reabilitação de danos neurológicos, por Vygotsky, ao contrário dos demais teóricos de sua época, na demonstração de como a cultura torna-se parte da natureza humana de cada pessoa através das funções psicológicas que simultaneamente são resultado da atividade cerebral. Segundo ele, esse método de estudo era denominado Psicologia histórico-cultural ou instrumental.
Por outro lado, a defectologia, com sua análise das diversas causas das deficiências mentais e sensoriais, a especial contribuição que trouxe com a noção de sistema funcional para localização cerebral das atividades no sistema nervoso, revelam seu interesse na neurociência e continuidade da obra de Ivan Petrovich Pavlov (1849-1929), prêmio Nobel (1904) de neurofisiologia, com o início da teoria dos reflexos condicionados, inibições e atividade nervosa superior. O que a escola de Vygotsky dera continuidade. Alexander Luria, em um artigo sobre seu mestre e amigo Vygotsky, referindo-se ao interesse comum de ambos pela neurologia e ao curso que realizavam na faculdade de medicina, lamenta perder o amigo nesse caminho de médico que o tempo não lhe permitira trilhar. Vygotsky morreu de tuberculose antes de completar 38 anos, deixando uma extensa e complexa obra, contudo inacabada, especialmente quanto aos aspectos neuropsicológicos, incluindo a produção conjunta com Alexander Luria.

## A linguagem, a aprendizagem e os instrumentos psicológicos

### Mediação

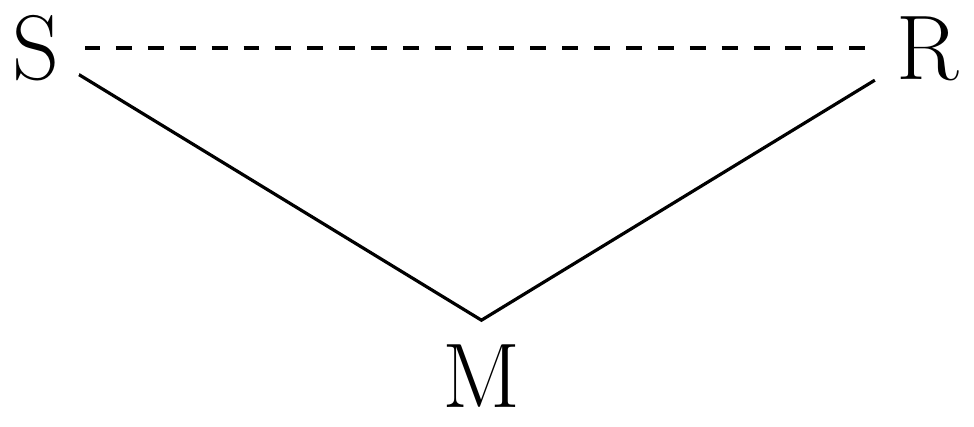
Relação direta: estímulo (S) - resposta (R).
Relação mediada: estímulo (S) - mediador (M) - resposta (R)

A mediação, de acordo com Vygotsky, é a capacidade de colocar um intermediário entre o sujeito e o objeto. Uma relação direta é estímulo → resposta, enquanto uma relação mediada é estímulo → mediador → resposta. Ao longo do desenvolvimento, a relação do homem com o mundo se torna cada vez mais mediada e menos direta.
Quando colocamos a mão em uma chama e retiramos devido à dor, é uma relação direta estímulo-resposta. Quando colocamos a mão em uma chama e retiramos ou porque nos lembramos da memória da dor ou porque alguém nos disse para retirar, é uma relação mediada, existindo um elemento intermediário.
Para Vygotsky, existem dois tipos de mediação:

#### Mediação por instrumentos
Marcada pela relação homem-natureza, em que o ser humano consegue utilizar instrumentos (e.g faca, machado) para transformar a natureza a seu favor. Os instrumentos tornam a atividade mais eficiente pois diminuem a força necessária e o tempo necessário do resultado desejado. Por meio do trabalho, realizado com instrumentos, desenvolvem-se as relações sociais do ser humano.

#### Mediação por signos
Para Vygotsky, os signos, a linguagem simbólica desenvolvida pela espécie humana, têm um papel similar ao dos instrumentos, pois tanto os instrumentos de trabalho quanto os signos são construções da mente humana, que estabelecem uma relação mediada entre o homem e sua realidade. Por esta similaridade, Vygotsky denominava os signos de instrumentos simbólicos, com especial atenção à linguagem que, para ele, configurava-se num sistema simbólico fundamental em todos os grupos humanos e elaborado no curso da evolução da espécie e de sua história social.
O uso de signos na mediação torna a atividade mais eficiente, pois diminuem os esforços necessários da memória e da cognição. A mediação por signos não nasce conosco, ela deve ser desenvolvida. Além disso, os signos, ao longo do desenvolvimento, podem ser internalizados pelo indivíduo. Os signos são articulados na sociedade em sistemas simbólicos. Ou seja, seu significado é decidido culturalmente. Portanto, são símbolos de acordo com a semiótica de Peirce. Assim, os símbolos são internalizados por meio da cultura e, consequentemente, são compartilhados dentre os indivíduos da mesma cultura. Por exemplo, todos falantes de português concordam que a palavra 'cachorro' significa o animal canino, embora não exista nenhuma relação concreta entre uma coisa e outra. Desta forma, a cultura é a fornecedora de matéria-prima dos símbolos a serem internalizados e, portanto, um dos principais fatores no desenvolvimento psicológico do indivíduo.
Um de seus derradeiros trabalhos, História do desenvolvimento das funções nervosas superiores, 1960, estuda os remanescentes de antigas formas de comportamento que o homem moderno conservou, incluindo-as no sistema de outras formas (superiores) de comportamento.

### Linguagem
A linguagem é uma espécie de ferramenta (sendo que, aqui, ferramenta é entendida como uma construção social), capaz de transformar decisivamente os rumos de nossa atividade, e a organização das funções psicológicas superiores (memória, atenção, pensamento). Assim, o indivíduo, ao apropriar-se da linguagem da cultura em que está inserido, altera qualitativamente seu modo de pensar, de perceber o mundo, de memorizá-lo, etc. Por isso, a linguagem tem um ponto central na teoria de Vygotsky, uma vez que, sem ela, o desenvolvimento propriamente humano não ocorreria.
Para Vygotsky, no desenvolvimento infantil, a capacidade de utilização de instrumentos ou inteligência prática tem uma origem anterior à capacidade de falar, e foram tratados por ele como processos separados e simultâneos. No seu livro "A formação social da mente" (p.11 ed. 2008) observa-se que, apesar da possibilidade de estes sistemas operarem independentemente na criança pequena, no adulto eles mantêm uma unidade dialética, e se constituem como uma verdadeira essência do comportamento humano complexo. O autor atribui à atividade simbólica uma função organizadora específica: "que invade o processo de uso do instrumento e produz formas fundamentalmente novas de comportamento" (Vygotsky, 1999 op.cit.).
As suas pesquisas sobre aprendizagem tiveram mais sentido na Pedagogia. Os processos de desenvolvimento despertaram-lhe a atenção, e sempre procurou o aparecimento de novas formas de organização psicológica, ao invés de reduzir a estrutura de aprendizagem a elementos constitutivos.
Na área educacional, a influência de Vygotsky também vem crescendo cada vez mais, dando origem a experiências mais diversas. Não existe um método Vygotsky, mas há diversos artigos e transcrições de conferências suas tratando do tema educacional. Como Piaget, o psicólogo bielorrusso é mais uma fonte de inspiração do que um guia para os pedagogos.

### Aprendizagem
A teoria histórico-cultural proposta originalmente por Vygotsky explica a aprendizagem e o desenvolvimento como fenômenos humanos mediados semioticamente, com ênfase na linguagem. Esta teoria apresenta circunstâncias importantes para compreender a complexidade associada à aprendizagem conceitual em sala de aula, como o reconhecimento de que os sujeitos modificam ativamente as forças ativas que os transformam. Vygotsky defende que o desenvolvimento humano se dá na relação sujeito e mundo, mas com a emergência da consciência, um fenômeno que caracteriza o humano e que é social e cultural. Ao fazer parte da natureza, o sujeito age sobre ela e a transforma em objeto da sua ação; torna-se ao mesmo tempo autor e protagonista da sua história.
As obras de Vygotsky incluem alguns conceitos que se tornaram incontornáveis na área do desenvolvimento da aprendizagem. Um dos conceitos mais importantes é o da Zona de desenvolvimento proximal, que se relaciona com a diferença entre o que a criança consegue realizar sozinha (nível de desenvolvimento real) e aquilo que é capaz de aprender e fazer com a ajuda de uma pessoa mais experiente (nível de desenvolvimento potencial), representado por um adulto, uma criança mais velha ou com maior facilidade de aprendizado. A Zona de Desenvolvimento Proximal é, portanto, tudo o que a criança pode adquirir em termos intelectuais quando lhe é dado o suporte educacional devido. Este conceito será, posteriormente desenvolvido por Jerome Bruner, sendo hoje designado por etapa de desenvolvimento.
Outra contribuição vygotskiana de grande importância foi a relação que estabelece entre pensamento e linguagem, desenvolvida no seu livro "Pensamento e Linguagem". Entre suas contribuições a esse tema destaca-se a formação de conceitos, ao qual dedica dois capítulos do referido livro, e a compreensão das funções mentais enquanto sistemas funcionais, sem localização específica no cérebro, órgão de grande plasticidade e dinâmica, variando ao longo da história da humanidade e do desenvolvimento individual. Esta concepção foi posteriormente bem-desenvolvida e bem-demonstrada do ponto de vista neuropsicológico por seu discípulo e colaborador A. R. Luria.
Como bom marxista que domina os princípios da lógica e da dialética pós Hegel (1770-1831), o conceito de síntese também pode ser encontrado largamente na sua obra. O autor define a síntese não apenas como a soma ou a justaposição de dois ou mais elementos, e sim como a emergência de um produto totalmente novo gerado a partir da interação entre elementos anteriores.
Vygotsky particulariza o processo de ensino e aprendizagem na expressão "obuchenie", uma expressão própria da língua russa que coloca aquele que aprende e aquele que ensina numa relação interligada (que deu vezo para a criação da teoria da Experiência da Aprendizagem Mediada - EAM). A ênfase em situar quem aprende e aquele que ensina como partícipes de um mesmo processo corrobora outro conceito-chave na teoria de Vygotsky, a mediação, como um pressuposto da relação eu-outro social. A relação mediatizada não se dá necessariamente pelo outro corpóreo, mas pela possibilidade de interação com signos, símbolos culturais e objetos. Um dos pressupostos básicos desse autor é que o ser humano constitui-se enquanto tal na sua relação com o outro. Para Vygotsky, a aprendizagem relaciona-se ao desenvolvimento desde o nascimento, sendo a principal causa para o desabrochar do desenvolvimento do ser.

## Relação com a teoria de Piaget
Alguns pesquisadores acharam semelhanças entre o pensamento teórico de Vygotsky e Piaget, porém o próprio Vygotsky, que conheceu a teoria de Piaget não considerava que era semelhante à sua.[carece de fontes?]
Vygotsky considera que a aprendizagem é o elemento fundamental e antecessor ao desenvolvimento e destaca a importância das relações sociais, valorizando sempre a realização de tarefas coletivamente. Já Piaget considera o contrário que o desenvolvimento é premissa para a aprendizagem, e esta vem para incentivar o desenvolvimento, buscando visar a perspectiva biológica (individual). Por terem pensamentos com princípios diversos não devem ser confundidos, ambos têm extrema importância e são referências quando se fala em aprendizagem e desenvolvimento, mesmo tendo como método princípios opostos.

## Críticas

### Legado original de Vigotski, escola "vigotskiana" americana e neovigotskianismo ocidental
Uma crítica à interpretação norte-americana das ideias de Vygotsky e, um pouco mais tarde, à sua disseminação global apareceu na década de 1980. As críticas do início da década de 1980 aos estudiosos "vigotskianos" russos e ocidentais continuaram durante a década de 1990. Van der Veer & Valsiner (1991) chamaram essas vertentes do pensamento vigotskiano de "modas neo-vigotskianas na psicologia contemporânea" e Cazden (1996) as chamou de "tradições seletivas" na academia vigotskiana. Palincsar (1998) disse que a zona de desenvolvimento proximal foi "um dos construtos mais usados e menos compreendidos a aparecer na literatura educacional contemporânea", e Fischer & Mercer (1992) disseram que o construto foi "usado como um pouco mais do que uma alternativa elegante à terminologia piagetiana ou ao conceito de QI para descrever diferenças individuais em realização ou potencial".
Van der Veer e Valsiner também sugerem uma distinção clara entre a noção original de Vigotski de "zona blizhaishego razvitiia" (ZBR) e o que eles consideram suas "interpretações superficiais" conhecidas coletivamente como "zona de desenvolvimento proximal" (ZPD). Valsiner e Van der Veer também identificam certas declarações na literatura vigotskiana como meras "declarações de fé", ou seja, declarações vazias frequentemente repetidas. Enquanto Gillen (2000) fala de diferentes "versões de Vygotsky" e Van der Veer (2008) fala de "múltiplas leituras de Vygotsky", Gradler (2007) simplesmente fala de "conceitos e inferências curiosamente atribuídos a Lev Vygotsky". Toomela (2000) chama a vertente conhecida como "teoria da atividade" um "beco sem saída" para a psicologia histórico-cultural e, além disso, para o pensamento metodológico em psicologia cultural.
Gredler & Schields (2004) questionam "se alguém realmente lê as palavras de Vygotsky" e Gredler (2012) pergunta se é "tarde demais para entender Vygotsky para a sala de aula", enquanto Rowlands (2000) sugere "desvirar Vigotski pondo-o de cabeça em pé". De acordo com Miller (2011), inconsistências, contradições e, às vezes, falhas fundamentais na literatura "vigotskiana" foram reveladas em publicações críticas sobre o assunto e são tipicamente associadas—mas certamente não limitadas—ao legado norte-americano de Michael Cole e James Wertsch e seus associados. Smagorinsky (2011) fala de "desafios de reivindicar uma perspectiva vigotskiana".
Lambert (2000) afirma que os escritos de Vygotsky sobre o jogo eram muito breves para serem chamados de teoria e, além disso, dificilmente ainda são relevantes. De acordo com Zhang (2013), as teorias de Vygotsky são fundamentalmente falhas de um ponto de vista linguístico contemporâneo e Newman (2018) afirma que "o apoio reivindicado de Vygotsky em relatos de aquisição de uma segunda língua está mal colocado, primeiro por causa daquelas dificuldades e, em segundo lugar, porque muitos que reivindicam o apoio de Vygotsky não precisam ou mesmo usam sua teoria, mas em vez disso focam sua atenção em suas observações empíricas e assumem incorretamente que se suas próprias observações empíricas correspondem às de Vygotsky, então a teoria de Vygotsky pode ser aceita".

### Movimento revisionista dos estudos vigostkianos
Durante o início do século XXI, várias reavaliações acadêmicas da versão popular (às vezes depreciativamente denominada "culto de Vygotsky", "o culto de Vygotsky" ou mesmo "o culto da personalidade em torno de Vygotsky") do legado de Vygotsky foram realizadas e isso é referido como a "revolução revisionista nos Estudos de Vygotsky". Os estudos de Vygotsky conduzidos dentro da estrutura da "virada revisionista" durante a década de 2010 revelaram falsificações e distorções sistemáticas e massivas do legado de Vygotsky, mas também demonstraram uma diminuição rápida e dramática da popularidade desse autor nos estudos internacionais que começaram em 2017. As razões desta crise ainda não são totalmente claras e estão sendo discutidas nos círculos acadêmicos.
O movimento revisionista nos Estudos Vigostkianos foi denominado uma "revolução revisionista" para descrever uma tendência relativamente recente que surgiu na década de 1990. Esta tendência está tipicamente associada à crescente insatisfação com a qualidade e integridade acadêmica dos textos disponíveis de Vygotsky e membros do Círculo de Vygotsky, incluindo suas traduções para o inglês feitas de edições soviéticas amplamente erradas, distorcidas e até mesmo em alguns casos falsificadas, o que levanta sérias preocupações sobre a confiabilidade dos textos de Vygotsky disponíveis em inglês. No entanto, ao contrário da literatura crítica que discute as interpretações ocidentais do legado de Vygotsky, o alvo da crítica e o principal objeto de pesquisa nos estudos da vertente revisionista são os textos de Vygotsky propriamente ditos: os manuscritos, publicações originais da vida e as edições póstumas soviéticas de Vygotsky que na maioria das vezes foram posteriormente traduzidos acriticamente para outras línguas. A vertente revisionista é solidamente fundamentada em uma série de estudos nos arquivos de Vygotsky que descobriram materiais de Vygotsky previamente desconhecidos e não publicados.
Assim, alguns estudos da vertente revisionista mostram que certas frases, termos e expressões tipicamente associados ao legado vigotskiano como suas noções e conceitos centrais—como "psicologia histórico-cultural" "teoria histórico-cultural", "escola histórico-cultural", "funções psíquicas/mentais superiores", "internalização", "zona de desenvolvimento proximal", etc. de fato, ou ocupam não mais do que apenas algumas dezenas de páginas dentro do coleção de seis volumes das obras de Vygotsky, ou nunca ocorrem nos próprios escritos de Vygotsky. Outra série de estudos revelou a qualidade questionável dos textos publicados de Vygotsky que, na verdade, nunca foram concluídos e destinados à publicação por seu autor, mas foram publicados postumamente sem dar o devido reconhecimento editorial de seus trabalhos inacabados, natureza transitória, e com inúmeras intervenções editoriais e distorções do texto de Vygotsky. Outra série de publicações revela que outro texto conhecido de Vygotsky, frequentemente apresentado como a obra fundamental, foi retrotraduzido para o russo a partir de uma tradução em inglês de um original perdido e passou pela escrita original de Vygotsky. Esse episódio foi referido como "falsificação benigna".

### Novas pesquisas oponentes
Em contraste com a proposta de Vigotski, a teoria linguística de Noam Chomsky é nativista e afirma que o ambiente possui papel limitado no desenvolvimento da linguagem, servindo principalmente através de acionamentos das estruturas inatas.
Enquanto Vigotski defendia a interconexão entre linguagem e pensamento, Steven Pinker afirma que ambos são independentes e que uma linguagem do pensamento ("mentalês") pré-programada existe, separada de estruturas e léxicos das línguas particulares.

## Obras

### Primárias

#### Português
- Vygotsky, Lev (1987), Pensamento e Linguagem, SP: Martins Fontes (tradução da versão resumida norte-americana).
- ———; al. (1988), Linguagem, desenvolvimento e aprendizagem, SP: Ícone/EDUSP.
- ——— (1997), Estudos sobre a História do Comportamento, Porto Alegre: Artmed.
- ——— (1999), Desenvolvimento Psicológico na Infância, SP: Martins.
- ——— (1999), Formação Social da Mente, SP: Martins Fontes.
- ——— (2001), Construção do Pensamento e da Linguagem, SP: Martins Fontes.
- ——— (2001), Psicologia da Arte, SP: Martins Fontes.
- Psicologia Pedagógica. Porto Alegre, Artmed, 2003.
- Psicologia Pedagógica. SP, WMF Martins Fontes, 2004.
- Teoria e Método em Psicologia. SP, Martins Fontes, 2004.
- Pensamento e Linguagem. SP, Martins Editora, 2008.
- Imaginação e Criação na Infância. SP, Ática, 2009 (Tradução de Zoia Prestes e Elizabeth Tunes).
- Imaginação e Criação na Infância. SP, Expressão Popular, 2018 (Tradução de Zoia Prestes e Elizabeth Tunes).
- Sete aulas de L. S. Vigotski sobre fundamentos da pedologia. RJ, E-papers, 2018 (Tradução de Zoia Prestes e Elizabeth Tunes).
- Liev S. Vigotski: escritos sobre arte (2022). Bauru: Mireveja, 2022. (Organização, tradução e notas de Priscila Marques).

#### Inglês
- Consciousness as a problem in the Psychology of Behavior, ensaio, 1925.
- Educational Psychology, 1926.
- Historical meaning of the crisis in Psychology, 1927.
- The Fundamental Problems of Defectology, artigo 1929.
- ——— (1929), The Problem of the Cultural Development of the Child [O problema do desenvolvimento cultural da criança] (essay) (em inglês).
- Luria, AR; Vygotsky, Lev S (1930), Ape, Primitive Man, and Child: Essays in the History of Behaviour [O macaco, o homem primitivo e a criança: ensaios na História do comportamento] (em inglês).
- Vygotsky, Lev (1930), The Socialist alteration of Man [A alteração socialista do homem] (em inglês).
- ——— (1931), Paedology of the Adolescent [Pedologia do adolescente] (em inglês).
- Play and its role in the Mental development of the Child, ensaio, 1933.
- Thinking and Speech, 1934.
- Tool and symbol in child development, 1934.
- Mind in Society: The Development of Higher Psychological Processes, 1978.
- Thought and Language, 1986.
- Vygotsky, Lev S (1987), The Collected Works [Trabalhos] (em inglês), Marxists.

### Sobre Vygotsky

#### Português
- PRESTES, Zoia Ribeiro. Quando não é quase a mesma coisa. Traduções de Lev Semionovitch Vigotski no Brasil. Campinas: Autores Associados, 2012.
- TOASSA, Gisele. "Emoções e Vivências em Vigotski". Editora Papirus, 2008
- Relação de artigos na base Scielo que citam Vigotski, Vigotski Brasil, consultado em 21 de novembro de 2011, cópia arquivada em 13 de fevereiro de 2012 .
- TOASSA, Gisele (2016), Nem tudo que reluz é Marx: críticas stalinistas a Vigotski no âmbito da ciência soviética, SP: Psicol. USP [online] ISSN 0103-6564.  http://dx.doi.org/10.1590/0103-656420140138..
- BAQUERO, Ricardo (1998), Vygotsky e a aprendizagem escolar, Porto Alegre, RS: Artes Médicas.
- LA TAILLE, Yves de; KOHL, Marta O; DANTAS, Heloísa, Piaget, Vigotsky, Wallon: teorias psicogenéticas em discussão.
- OLIVEIRA, Marta Kohl de (1995), Vygotsky: aprendizado e desenvolvimento, um processo sóciohistórico 2ª ed. , São Paulo: Scipione.
- ——— (1988), «Pensar a Educação: Contribuições de Vygotsky», Piaget-Vygotsky: novas contribuições para o debate, São Paulo: Ática, pp. 51–81.
- REGO, Teresa Cristina (2007), Vygotsky – Uma Perspectiva Histórico-Cultural da  Educação, Petrópolis: Vozes.
- VAN DER VEER, René; VALSINER, Jaan. Vygotsky: uma síntese. SP, Loyola, 2001 «Disponível no Google Livros». books.google.com.br Acesso em Jan. 2015
- YASNITSKY, A (2011), «O Vigotski que nós (não) conhecemos: os principais trabalhos de Vigotski e a cronologia de sua composição» (PDF), RU, PsyAnima, Dubna Psychological Journal, 4 (4): 62–70, consultado em 19 de março de 2012.

#### Inglês
- Cole, M. & Wertsch, J. (1996). Contemporary Implications of Vygotsky and Luria, Worcester, MA: Clark University Press.
- Daniels, H. (ed.) (1996). An Introduction to Vygotsky, London: Routledge.
- Daniels, H; Wertsch, J; Cole, M, eds. (2007), The Cambridge Companion to Vygotsky [O compêndio Cambridge de Vygotsky] (em inglês).
- Kozulin, A (1990), Vygotsky's Psychology: A Biography of Ideas [A Psicologia de Vygotsky: uma biografia de ideias] (em inglês), Cambridge, MA: Harvard University Press.
- van der Veer, R; Valsiner, J (1991), Understanding Vygotsky. A quest for synthesis [Entendendo Vygotsky.  Uma busca por síntese] (em inglês), Oxford: Basil Blackwell, consultado em 6 de junho de 2011, cópia arquivada em 12 de setembro de 2014 .
- ——— (2007). Lev Vygotsky. Col: Library of Educational Thought (em inglês). [S.l.]: Continuum. ISBN 0-8264-8409-3
- Veresov, NN (1999), Undiscovered Vygotsky: Études on the pre-history of cultural-historical psychology [Vygotsky desconhecido: estudos na prehistória da psicologia cultural-histórica] (em inglês), New York: Peter Lang.
- van der Veer, R; Valsiner, J, eds. (1994), The Vygotsky Reader [O compêndio Vygotsky], Open access (em inglês), Oxford: Blackwell, consultado em 6 de junho de 2011, cópia arquivada em 6 de outubro de 2014.
- ———; Yasnitsky, A (2011), «Vygotsky in English: What Still Needs to Be Done» [Vygotsky em inglês: o que ainda precisa ser feito] (HTML), Springer, Integrative Psychological and Behavioral Science (em inglês), «springerlink.com» (PDF). www.springerlink.com
- Vygodskaya, GL; Lifanova, TM (1996), «Lev Semenovich Vygotsky», Journal of Russian and East European Psychology, 37 (2): 3–90; Part 2, 37 (3), 3–90;  Part 3, 37 (4), 3–93, Part 4, 37 (5), 3–99.
- Yasnitsky, A (2010), «"Archival revolution" in Vygotskian studies? Uncovering Vygotsky's archives» ['Revolução arquivística' nos estudos de Vygotsky?  Descobrindo os arquivos de Vygotsky] (PDF), Journal of Russian & East European Psychology (em inglês), 48 (1): 3–13, doi:10.2753/RPO1061-0405480100.
- Yasnitsky, A (2011), «Lev Vygotsky: Philologist and Defectologist, A Socio-intellectual Biography», in:  Pickren, W; Dewsbury, D; Wertheimer, M, Portraits of Pioneers in Developmental Psychology [Retratos de pioneiros em Psicologica desenvolvimental] (em inglês), VII.
- Yasnitsky, A. (2018). Vygotsky: An Intellectual Biography. London and New York: Routledge BOOK PREVIEW.